# Mô hình siêu cá nhân hóa
Mô hình siêu cá nhân là một mô hình của hình thức giao tiếp giữa các cá nhân với nhau, khi hình thức giao tiếp qua trung gian máy tính (CMC) vượt qua được sự tương tác trực tiếp mặt đối mặt (FtF) thì nó sẽ trở thành siêu cá nhân hóa, từ đó, tạo ra cho người gửi hàng loại các lợi thế giao tiếp so với tương tác trong giao tiếp trực tiếp mặt đối mặt (FtF) truyền thống.
Mô hình siêu cá nhân thể hiện cách giao tiếp thích hợp cho các cá nhân trong khi họ đang thể hiện bản thân với người khác, cách để họ diễn giải và giải thích và cách các tương tác tạo ra những vòng xoáy đối ứng của giao tiếp đối mặt. Đối với các tình huống giao tiếp thông thường, người gửi các thông điệp mang tính siêu cá nhân có một khả năng phát triển và điều chỉnh sự thể hiện của họ một cách chiến lược hơn, cho phép họ chọn lọc và tối ưu hóa sự thể hiện thông điệp của mình với người khác.
Năm 1996, giáo sư truyền thông Joseph Walther được ghi nhận với sự phát triển của lý thuyết này sau khi tổng hợp nghiên cứu của ông và các nghiên cứu sâu rộng khác về truyền thông qua máy tính.

## Điều kiện và thành phần chính

### Điều kiện
Mô hình siêu cá nhân giải quyết ba câu hỏi:
1) Khi nào thì tương tác qua trung gian?;
2) Khi nào là giao tiếp qua máy tính (CMC) giữa các cá nhân?;
3) Khi nào là siêu cá nhân qua giao tiếp qua máy tính?
Theo Walther, giao tiếp siêu cá nhân "họ có nhiều mong muốn xã hội hơn là chúng ta muốn họ trải nghiệm trong giao tiếp song song" (trang 17)(p. 17).. Sự kết hợp của các thuộc tính truyền thông, hiện tượng xã hội và các quá trình tâm lý xã hội có thể khiến CMC trở thành "siêu cá nhân", nghĩa là vượt quá giao tiếp mặt đối mặt (FtF). Quan điểm này cho thấy rằng người dùng CMC có thể trải nghiệm mức độ thân mật, đoàn kết và yêu thích cao hơn trong một nhóm lớn hoặc nhóm 2 người so với các nhóm tương tự mà chỉ tương tác đối mặt (FtF).

### Thành phần chính
Mô hình này gồm 4 yếu tố cơ bản mà bất kỳ mô hình  communication nào cũng có.

#### Người gửi
Thành phần này đề cập đến việc "tự trình bày có chọn lọc". Trong CMC, người gửi tin nhắn có cơ hội nhiều hơn để tối ưu hóa việc tự trình bày. Walther lập luận, "những người tham gia CMC có khả năng lập kế hoạch tốt hơn và cơ hội tự kiểm duyệt sự tự trình bày tốt hơn. Với việc họ có nhiều thời gian hơn cho việc xây dựng thông điệp và giảm bớt căng thẳng của sự tương tác liên tục, người dùng có thể đã có cơ hội để tự nhận thức, phản ánh khách quan, lựa chọn và truyền cử chỉ thích hợp." Người gửi tin nhắn sử dụng quá trình tự trình bày có chọn lọc, quá trình này đề cập đến khả năng quản lý hình ảnh trực tuyến của người dùng CMC. Có thể tự kiểm duyệt và thao tác các thông điệp có thể thực hiện trong bối cảnh CMC ở mức độ lớn hơn trong các tương tác FtF, vì vậy các cá nhân có quyền kiểm soát lớn hơn đối với những gì cử chỉ được gửi. Walther chỉ ra rằng các thông điệp không đồng bộ và giảm các cử chỉ giao tiếp sẽ góp phần vào việc chọn lọc bản tự trình bày. Trong CMC, các nhà truyền thông có thể thổi phồng các đóng góp về các đối tác truyền thông của họ. Khi các đối tác truyền thông bị phân tán về mặt địa lý, các cá nhân có khả năng đưa ra những đóng góp tích cực nếu độ nổi bật của nhóm cao.
Do đó, các thành viên có nhiều khả năng đưa ra các nhận định về sự tương đồng dẫn đến việc yêu thích nhiều hơn. Các dấu hiệu ngôn ngữ được sử dụng như một phần của việc đánh giá các đối tác giao tiếp khi sử dụng CMC. Việc được lựa chọn sự xuất hiện của bản thân khiến họ quản lý hình ảnh của mình tốt hơn, cách mà tương tác FtF không có. Việc giảm các cử chỉ giao tiếp và truyền thông không đồng bộ là phổ đặc trưng trong CMC.
Giảm bớt các cử chỉ: CMC làm giảm cử chỉ có trong các tương tác FtF bình thường. Trong CMC, ấn tượng đầu tiên không dựa trên các yếu tố vật lý, mà thay vào đó dựa vào thông tin và tính cách. Ấn tượng của người gửi dễ quản lý hơn trong tương tác trực tiếp 
Walthers trích dẫn một nghiên cứu của Chilcoat và DeWine (1985) trong đó ba nhận thức giữa các cá nhân đã được kiểm tra (tính hấp dẫn, sự tương đồng về thái độ và độ tin cậy) đối với ba phương tiện truyền thông không đồng bộ (FtF, hội nghị truyền hình và hội thảo thính giác). Người ta kỳ vọng FtF sẽ tạo ra xếp hạng cao hơn cho các đặc điểm giữa các cá nhân, nhưng điều ngược lại là đúng: các đối tác trong hội nghị sử dụng cách truyền tải bằng âm thanh tạo ra sự tin tưởng cao hơn về sự hấp dẫn, sự tương đồng về thái độ và độ tin cậy của đối tác so với hội nghị truyền hình hoặc tương tác FtF.

#### Người nhận
Thành phần này đề cập đến "lý tưởng hóa". Walther lập luận rằng người nhận có "nhận thức lý tưởng hóa" về người gửi trong CMC. Ông nói rằng mô hình nhận dạng xã hội của các hiệu ứng chống cá-nhân-hóa (SIDE) dự đoán rằng các tín hiệu bối cảnh dù nhỏ sẽ mang một giá trị mạnh mẽ trong CMC. Sự vắng mặt của cử chỉ FtF dẫn đến thực tế là người nhận có thể rất nhạy cảm với bất kỳ các cử chỉ xã hội hoặc tính cách nào xảy ra trong giao tiếp CMC, các đối tác CMC xây dựng ấn tượng về nhau trên các cử chỉ tối thiểu. Vì có ít cử chỉ để đưa ra sự nhận thức với người gửi, người nhận phải "lấp đầy khoảng trống" trong sự hiểu biết của họ về người gửi và thường giả định người gửi có nhiều đặc điểm tích cực. Nói cách khác, không có cử chỉ FtF để chỉ dẫn cho tương tác, những người tham gia có thể cho rằng đối tác của họ là "người tốt hơn" so với thực tế.

#### Kênh không đồng bộ
Vì CMC không yêu cầu sự đồng bộ theo cách giao tiếp của FtF, các thành viên có thể tham gia vào các hoạt động vào lúc thuận tiện nhất cho mình, tận dụng thế mạnh các kênh liên lạc đứt quãng. Walther trích dẫn một sự nới lỏng các hạn chế thời gian trong CMC, thường cho phép một chế độ giao tiếp không đồng bộ. Ví dụ, với giao tiếp nhóm, "... Việc đưa ra các cam kết tạm thời trở nên tùy ý. Các thành viên nhóm có thể tham gia vào nhóm một cách độc lập. Khi các đối tác có thể tham dự nhóm của họ một cách thuận tiện cho thời gian của họ, sự hạn chế về thời gian chung của đối tác cho cuộc họp không là vấn đề lớn.
Các kênh bị phân tách thường xuyên nhất là giao tiếp không đồng bộ, qua email hoặc diễn đàn giúp  các cá nhân quản lý các mối quan hệ của họ trong các nhóm hiệu quả hơn thông qua FtF. Sử dụng giao tiếp không đồng bộ, chẳng hạn như email, các cá nhân có thể quản lý các mối quan hệ nhóm theo cách tối đa hóa thời gian dành cho các nhiệm vụ nhóm. Thông qua quá trình lôi kéo, mọi người đồng bộ hóa các hoạt động của họ để đáp ứng các yêu cầu của nhu cầu của nhóm, đây là điều thường bị hạn chế bởi thời gian và sự chú ý của mỗi cá nhân. Sự ràng buộc có thể gây khó khăn cho các nhóm để hoàn thành các nhiệm vụ cùng nhau vì nó yêu cầu FtF, và do đó, giao tiếp đồng bộ, có thể bao gồm các cuộc thảo luận ngoài chủ đề cản trở năng suất. Giao tiếp không đồng bộ có thể giảm thiểu sự ràng buộc liên quan đến tương tác nhóm. Theo Walther, tương tác nhóm không đồng bộ có thể không bị hạn chế bởi thời gian và/hoặc các cam kết cạnh tranh. Các thành viên nhóm sử dụng giao tiếp không đồng bộ có thể dành toàn bộ sự chú ý của họ cho nhóm khi họ có cơ hội, điều này giúp tập trung vào các nhiệm vụ liên quan đến nhóm hơn là dành thời gian và nỗ lực cho việc giao tiếp không liên quan đến mục tiêu.
Theo Walther, CMC giúp giải phóng các hạn chế về thời gian. Những việc liên quan và không liên quan đến công việc đều có thể xảy ra nếu không có sự nhắc nhở lẫn nhau về thời gian"

#### Quá trình phản hồi
Walther lập luận rằng việc xác nhận hành vi - "ảnh hưởng đối ứng mà đối tác tác động" trong vai trò người gửi - người nhận - được phóng to trong tương tác tối thiểu như CMC. Nói cách khác, trong giao tiếp CMC, chúng ta hành xử dựa trên sự mong đợi từ người khác và dữ liệu xã hội nhận được trong quá trình giao tiếp được gửi và chọn lọc bởi người mà ta đang giao tiếp.  Phản hồi giữa người gửi và người nhận là một phần quan trọng của giao tiếp để phát triển mối quan hệ FtF hoặc CMC. Tuy nhiên, phản hồi trong môi trường có rất ít dữ liệu có thể được phóng to. Xác nhận hành vi là quá trình các đối tác truyền thông phát triển ấn tượng và sự thân mật như là kết quả của sự tương tác. Trong CMC, xác nhận hành vi cùng với phóng đại có thể trở thành lý tưởng hóa, khiến các đối tác dẫn đầu trong CMC phát triển mối quan hệ tốt hơn với các đối tác CMC so với việc phát triển mối quan hệ trong bối cảnh FtF. Kiểu tương tác CMC này thúc đẩy sự phát triển của vòng lặp tăng cường, giải thích các mối quan hệ siêu cá nhân hóa trong môi trường hạn chế tín hiệu.
Là thành phần cuối cùng của mô hình siêu cá nhân hóa, nó được khái niệm hóa như là sự tương tác qua lại với những người khác, điều này giúp tăng cường hiệu suất trực tuyến của một người bằng cách tập hợp các tiềm năng biến đổi nhận dạng được nhắc đến trong các thành phần lý thuyết khác..

## Nền tảng của mô hình

### FtF so với CMC
Trong giao tiếp mặt đối mặt, những đặc điểm như ngoại hình, biểu cảm nét mặt, tư thế, cử chỉ đều được người khác nhìn thấy. Những đặc điểm này là giao tiếp phi ngôn ngữ - có tác động đến việc giao tiếp và giúp truyền tải thông tin ngôn ngữ cơ thể đến người đối diện. Giao tiếp trực tiếp được hình thành một cách tự nhiên nhờ vào cảm xúc, nhận thức, và những đặc điểm của con người. Ngôn ngữ phi lời nói là yếu tố mà việc giao tiếp bằng CMC đang thiếu.
Một số quan điểm cho rằng việc thiếu đi ngôn ngữ phi lời nói trong CMC sẽ làm giảm đi khả năng dự đoán và quản lý ấn tượng một cách chính xác về người khác. Thêm vào đó, việc thiếu đi các cử chỉ phi ngôn ngữ dẫn đến một sự thật rằng giao tiếp bằng CMC có ít các yếu tố cảm xúc hơn là giao tiếp trực tiếp. Điều này sẽ làm giảm đi hiệu quả, sự thấu hiểu và những yếu tố miêu tả, vốn là những điều có thể mang lại ấn tượng tích cực.
Mặc cho những ý kiến phản đối, Walther đã chỉ ra trong nghiên cứu của mình vào năm 1996 rằng giao tiếp bằng CMC thực sự có thể cải thiện sự thấu hiểu lẫn nhau giữa người gửi và người nhận chính là nhờ việc thiếu đi ngôn ngữ phi lời nói và những tin nhắn có thông tin về nhân khẩu học. Walther cho rằng phi ngôn ngữ và những thông tin về nhân khẩu học trong giao tiếp trực tiếp chính là những yếu tố gây xao nhãng. Trong giao tiếp thông qua CMC, tương tác siêu cá nhân hóa sẽ được hình thành, khi đó người gửi thông điệp sẽ tập trung hơn trong việc ra chiến lược để truyền tải thông điệp, nhờ vậy mà sự hiện diện của người gửi sẽ được nâng cao và tối ưu hóa, giúp cải thiện sự tương tác lẫn nhau.

### Xử lý thông tin xã hội (SIP)
Walther đã phát triển một cách tiếp cận thay thế cho cách tiếp cận lọc tín hiệu. Từ quan điểm xử lý thông tin xã hội (SIP), Walther tuyên bố rằng con người phát triển các mối quan hệ xã hội một cách tự nhiên. Với SIP, ý tưởng về tốc độ trao đổi thông tin xã hội được đưa ra. Ngoài ra, SIP còn xem xét các chiến lược có sử dụng lời nói được sử dụng trong giao tiếp qua trung gian. Nhiều người sử dụng ngôn ngữ để truyền tải vô số thông tin về người gửi một cách có chiến lược, cho phép người nhận có những hình dung về người gửi. Tuy nhiên, nếu CMC thực sự là không cá nhân, tại sao rất nhiều người chấp nhận CMC cho các mục đích xã hội, chẳng hạn như chơi trò chơi trực tuyến, bảng thông báo và các nhóm trò chuyện trực tuyến? Walther đã đưa ra một mô hình khác để giải thích xu hướng ngày càng tăng đối với việc sử dụng CMC cho tương tác xã hội.  Khi các thuộc tính truyền thông, hiện tượng xã hội và các quá trình tâm lý xã hội được tích hợp, đó là kết quả mà Walther gọi là "siêu cá nhân hóa".

## Phát triển mô hình

### Ba giai đoạn của CMC: Cá nhân, Tương tác cá nhân, Siêu cá nhân
Theo nghiên cứu của Walther (1996), nghiên cứu về CMC đã trải qua ba giai đoạn: từ cá nhân, đến giữa các cá nhân và cuối cùng là siêu cá nhân. Đầu tiên, vì CMC làm giảm tín hiệu giao tiếp phi ngôn ngữ, một số người cho rằng CMC thiên về nhiệm vụ hơn là FtF. Những lý do là:
1. CMC tập trung vào nội dung giao tiếp sẽ không bị phân tâm bởi các ảnh hưởng xã hội hoặc cảm xúc, do đó CMC có thể "thúc đẩy sự hợp lý bằng cách cung cấp kỷ luật thiết yếu." [1]
2. CMC cũng thuận lợi trong việc ra quyết định nhóm vì nó tránh được ảnh hưởng của áp lực của đồng nghiệp và địa vị.
3. CMC có thể tạo điều kiện cho hiệu quả làm việc nhóm vì nó tiết kiệm thời gian, khi đó giảm  ảnh hưởng giữa các cá nhân không liên quan.
4. Các thành viên nhóm có thể tận hưởng bầu không khí "dân chủ" trong CMC hơn là trong giao tiếp FtF. Ngoài ra, tính ẩn danh, có thể giúp các thành viên tự do hơn khi nói bằng lời mà không cảm thấy áp lực từ các thành viên có địa vị cao, là một trong những chức năng quan trọng nhất của CMC.[1]

Nghiên cứu ban đầu cho nhóm CMC cho thấy các nhóm CMC sẽ tốt hơn cho các tương tác theo hướng nhiệm vụ so với các tương tác theo hướng đối tác FtF. Trong các tình huống định hướng nhiệm vụ, khi không mong muốn tương tác giữa các cá nhân quá mức, thì tương tác cá nhân là loại tương tác thích hợp, bởi vì các trao đổi giao tiếp tập trung nhiều hơn vào nhiệm vụ của nhóm. Ví dụ, một nhóm công nghệ phân tán về mặt địa lý được giao nhiệm vụ giải quyết lỗi ứng dụng phần mềm có thể hiệu quả hơn khi giao tiếp tập trung vào nhiệm vụ thay vì bản chất giữa các cá nhân. Điều này không có nghĩa là tất cả CMC là không cá nhân, nhưng chỉ ra rằng bối cảnh cụ thể có thể phù hợp hơn cho tương tác cá nhân hơn là trao đổi cá nhân.
Sau đó, Walther tuyên bố rằng CMC không phải lúc nào cũng không cá nhân; thay vào đó, nó cũng có thể phát triển các mối quan hệ xã hội. Mặc dù có ít trao đổi thông tin xã hội trong CMC vì không có cử chỉ phi ngôn ngữ, khi thời gian giao tiếp tăng lên, việc trao đổi thông tin xã hội cũng tăng theo. Và dự đoán về giao tiếp trong tương lai có thể khiến các nhà truyền thông tìm kiếm thêm thông tin về người khác. Cơ chế này dẫn đến sự tương đồng, sự điềm tĩnh và khả năng tiếp thu tương tự như trong giao tiếp FtF. Tuy nhiên, có một thiếu sót. Vì CMC cần có thời gian để đạt được sự đồng thuận, nếu thời gian dành cho CMC bị hạn chế, thông tin được trao đổi sẽ ít hơn nhiều so với FtF, điều này có thể ảnh hưởng đến hiệu quả làm việc nhóm.
Cuối cùng, Walther đã đưa ra khái niệm về giao tiếp siêu cá nhân, điều này chứng tỏ rằng "CMC mong muốn về mặt xã hội hơn chúng ta có xu hướng trải nghiệm trong tương tác FtF song song." Walther đề xuất rằng người dùng CMC tham gia giao tiếp siêu cá nhân. Người gửi và người nhận tham gia vào quá trình trình bày tự chọn lọc thông qua tin nhắn họ tạo và gửi. Điều này có thể dẫn đến sự lý tưởng hóa của người gửi bởi người nhận dựa trên việc thực hiện các phân bổ từ các dấu hiệu nhận biết có sẵn trong tin nhắn. Quá trình này được tăng cường với các trao đổi không đồng bộ, cho phép cả người gửi và người nhận có nhiều thời gian để xem xét các tin nhắn được gửi và nhận. Tương tác siêu cá nhân sẽ quá mức hoặc cao hơn tương tác cá nhân bình thường. Nói cách khác, các mối quan hệ trực tuyến có thể phát triển thành siêu cá nhân quá mức cá nhân. Khi người dùng trải nghiệm sự phổ biến và tự nhận thức, tách biệt về mặt vật lý và giao tiếp qua kênh hạn chế, họ có thể tự chọn và trình bày thông tin liên lạc của mình, cho phép họ xây dựng và đối ứng với các đối tác và quan hệ của họ mà không bị can thiệp bởi môi trường thực tế.Do đó, giao tiếp siêu nhân có thể được định nghĩa là tương tác qua máy tính hấp dẫn hơn so với trải nghiệm trong các trao đổi FtF tương tự. Mô hình siêu nhân có thể được hiểu bằng cách xem xét các quy trình giao tiếp đã được thiết lập bao gồm người gửi, người nhận, kênh và phản hồi. Người gửi sử dụng quá trình tự trình bày có chọn lọc; điều này đề cập đến khả năng quản lý hình ảnh trực tuyến của người dùng CMC. Có thể tự kiểm duyệt và thao tác các thông điệp có thể thực hiện trong bối cảnh CMC ở mức độ lớn hơn trong các tương tác FtF, vì vậy các cá nhân có quyền kiểm soát lớn hơn đối với những gì tín hiệu được gửi.
Walther cũng đã đưa ra lập luận này trong bốn khía cạnh của quá trình giao tiếp: người nhận, người gửi, đặc điểm của kênh và quá trình phản hồi.

### Mối quan hệ giữa Mô hình mô hình siêu cá nhân hóa và mô hình giao tiếp qua trung gian máy tính (CMC)
Nhiều kết quả nghiên cứu cho thấy rằng, khi giao tiếp qua trung gian máy tính (CMC), độ thân mật tăng nhanh hơn là giao tiếp đối mặt (FtF). Một trong những lập luận của phát hiện này là mô hình siêu cá nhân đã xác định được những phản hồi tự nhiên đã bị thổi phồng lên trong CMC. Giao tiếp trực tuyến có khả năng phóng đại các ảnh hưởng của việc tự thể hiện và trình bày của bản thân người giao tiếp theo một cách nội tâm hóa.  Giả thuyết giả định về phản hồi giữa các cá nhân bị thổi phồng trong CMC đã được đưa ra trong mô hình siêu cá nhân bởi Walther, Mô hình siêu cá nhân có thể được coi là khung lý thuyết cho nghiên cứu về quá trình phóng đại tính xã hội trong CMC chủ yếu từ các quan điểm sau: 1) trình bày có chọn lọc, 2) Quản lý ấn tượng, 3) Quản lý ấn tượng trong CMC, 4) giải thích lý tưởng, 5) vòng lặp của phản hồi, 6) Sự thay đổi danh tính và 7) ảnh hưởng của phản hồi đối với sự thay đổi danh tính.

## Ví dụ và ứng dụng

### Mối quan hệ mật thiết giữa CMC & FtF:
- Nghiên cứu năm 2006 của Hian, Chuan, Trevor và Detenber đã chứng minh cho mô hình "siêu cá nhân hóa". Họ phát hiện ra rằng, khi xét về sự thân mật trong mối quan hệ, thì CMC có tốc độ tăng nhanh hơn so với tương tác FtF.[7]
- Lý thuyết "siêu cá nhân hóa" cũng được xác nhận trong một nghiên cứu về sự liên kết giữa "tiết lộ và sự thân mật" trong giao tiếp CMC và FtF. Nghiên cứu đã chứng minh rằng CMC "tăng cường mối liên kết giữa tiết lộ và sự thân mật liên quan đến tương tác trực diện (mặt đối mặt); Và sự tăng cường này hoàn toàn qua trung gian bởi sự tăng lên trong việc phân bổ giá trị đóng góp giữa các cá nhân (mối quan hệ), được quan sát thông qua trung gian máy tính."  "[8]
- Walther J.B. cũng đã khám phá trong một nghiên cứu về tác dụng của CMC đối với sự hợp tác quốc tế; Và tiếp tục khẳng định lý thuyết về mô hình "siêu cá nhân hóa". Kết quả cho thấy, so với sự hòa giải thì các mối quan hệ trong môi trường giao tiếp thông qua trung gian máy tính được thúc đẩy tốt hơn.[9]
- Jiang, Bazarova và Hancock sử dụng mô hình "siêu cá nhân hóa" để chỉ ra những hiểu biết về mối quan hệ thân mật giữa các cá nhân thông qua CMC. Trong nghiên cứu của họ, ba nhà nghiên cứu đã thiết lập "một số mối quan hệ trực tuyến có xu hướng riêng tư hơn mối quan hệ FtF; Và tương tác CMC thường được đánh giá là thân mật hơn đáng kể so với các tương tác của FtF. Một cách tiếp cận để giải thích hiện tượng này là mô hình siêu cá nhân, làm nổi bật nhận thức, các quy trình hành vi và khả năng chi trả của CMC có thể đóng góp lớn hơn cho sự thân mật trực tuyến". Họ miêu tả rằng mọi người có xu hướng "đưa chân tốt nhất về phía trước" trong khi tham gia vào các mối quan hệ CMC. Họ thấy rằng CMC cho phép một người tự trình bày. Một điều họ nghiên cứu trong suốt nghiên cứu này là bối cảnh hẹn hò trực tuyến. Hẹn hò trực tuyến cho phép một người đăng một bức ảnh của chính họ mà họ đã chọn và tránh một bức ảnh kém hấp dẫn về họ. Jiang, Bazarova và Hancock phát hiện ra rằng "liên quan đến hành vi của người gửi trong CMC, mọi người dường như thoải mái hơn khi tiết lộ thông tin cá nhân trong CMC so với FtF". Giang, et al. lập luận rằng điều này có thể dẫn đến một "mối quan hệ siêu cá nhân tích cực hơn.[8]

### Ứng dụng với các quan hệ trực tuyến

#### Tình bạn trực tuyến
Trong bài báo có tiêu đề "'Tôi chưa bao giờ nhấp nhiều như vậy với bất kỳ ai trong đời': Tin tưởng và giao tiếp cá nhân trong mối quan hệ bạn bè tại các cộng đồng trực tuyến", Samantha Henderson và Michael G mạ (2004) đã khám phá sự phát triển của niềm tin trong giao tiếp "siêu cá nhân hóa". Họ phát hiện ra rằng, trong giao tiếp "siêu cá nhân hóa", 1) niềm tin trực tuyến phụ thuộc vào danh tiếng của danh tính giả; 2) hiệu suất truyền thông trực tuyến là rất cần thiết trong việc xây dựng niềm tin trực tuyến; 3) giao tiếp cá nhân và tin tưởng trực tuyến có thể được tạo điều kiện bởi sự cam kết trước; 4) các yếu tố tình huống trong xã hội phương Tây có thể giúp thúc đẩy sự tin tưởng tích cực trong giao tiếp "siêu cá nhân hóa".

#### Mối quan hệ lãng mạn trực tuyến
- Anderson và Emmers-Sommer đã sử dụng lý thuyết "siêu cá nhân hóa" để kiểm tra những dự đoán của họ về sự hài lòng trong các mối quan hệ lãng mạn trực tuyến. Dựa trên lý thuyết "siêu cá nhân hóa", nhiều khả năng người dùng CMC sẽ cảm thấy hài lòng hơn trong mối quan hệ trực tuyến vì giao tiếp được tăng cường và có một số tín hiệu giảm dựa trên mối quan hệ.[11]
- Trong một nghiên cứu khác có tiêu đề "Những người dự đoán về sự hài lòng trong mối quan hệ lãng mạn trực tuyến", mô hình siêu cá nhân hóa" được khẳng định bằng cách dự đoán tỷ lệ hài lòng cao trong các mối quan hệ trực tuyến.

- Một nghiên cứu khác về "chuyển đổi phương thức" giữa hẹn hò trực tuyến và ngoại tuyến sẽ xây dựng vai trò của mô hình "siêu cá nhân hóa" trong việc cung cấp manh mối về tự trình bày và tự tiết lộ trong hẹn hò trực tuyến.[12] Về mặt tự tiết lộ, trong hẹn hò trực tuyến, việc ẩn danh khi giao tiếp cá nhân có thể đẩy nhanh tốc độ tự tiết lộ. Đối với việc tự trình bày, các bộ dữ liệu trực tuyến mô tả các phiên bản theo hướng lý tưởng hóa bản thân.[13][14]
- Mô hình "siêu cá nhân hóa" được Gentile sử dụng để kiểm tra việc duy trì mối quan hệ, sự hài lòng và giao tiếp tình cảm trong các mối quan hệ lãng mạn, cùng với lý thuyết đính kèm.[15] Nghiên cứu này khác với những nghiên cứu truyền thống nhưng tập trung vào các mối quan hệ đã được thiết lập. Dựa trên tình hình ngày càng nhiều sinh viên đại học sử dụng SNS (các trang mạng xã hội) để duy trì mối quan hệ lãng mạn của họ, nghiên cứu này sử dụng mô hình "siêu cá nhân hóa" và lý thuyết đính kèm để xem xét cách họ duy trì sự hài lòng về mối quan hệ của họ.[16]

### Ứng dụng trong truyền thông mạng xã hội
- Trong một bài báo có tiêu đề "Ý nghĩa của việc sử dụng phương tiện xã hội nhiều và không sử dụng: Phương pháp tiếp cận dân tộc học", Adam Whiteside đã xem xét sự khác biệt về thái độ và ý kiến giữa những người sử dụng phương tiện mạng xã hội nhiều và không sử dụng.[17]

#### Ví dụ với Facebook
- Kết quả từ một nghiên cứu khác Facebook: implications of visual cues on initiating friendship on Facebook trên Facebook: ý nghĩa của các dấu hiệu trực quan trong việc bắt đầu tình bạn trên Facebook đã chứng minh cho "Mô hình siêu cá nhân hóa". Cụ thể, khi bắt đầu kết bạn, nam giới và nữ giới thể hiện sự ưa thích hơn đối với các hình ảnh cá nhân hấp dẫn. Do đó, tín hiệu phi ngôn ngữ có vai trò quan trọng trong nghiên cứu này. Và những cảm xúc trong lý thuyết giao tiếp trong thế giới ảo cũng được khẳng định thông qua nghiên cứu này.[18]
- Trong nghiên cứu: "Gương phản chiếu trên tường Facebook của tôi: Tác động của việc tiếp xúc với Facebook đối với lòng tự trọng", tác giả Amy Gonzales & Jeffrey T. Hancock đã sử dụng mô hình "siêu cá nhân hóa" để nghiên cứu xem liệu sử dụng Facebook có nâng cao lòng tự trọng hay không. Kết quả của nghiên cứu này cho thấy những người tham gia đã tự nhận thức được một khi họ ở trên trang cá nhân của họ. Khi những người tham gia chỉnh sửa hồ sơ Facebook của họ, họ đã báo cáo mức độ tự trọng cao. Những phát hiện này cho thấy sự tự đại diện có chọn lọc trong phương tiện kỹ thuật số dẫn đến sự hình thành mối quan hệ tăng cường. Do đó, sự tham gia cao trên phương tiện truyền thông xã hội chắc chắn nâng cao lòng tự trọng.[19]
- Trong một nghiên cứu toàn diện để khám phá các phương tiện truyền thông xã hội như Facebook, tập trung vào sự thay đổi danh tính trong CMC và các kênh khác của mô hình.

#### Nói dối trên Internet
- Trong cuốn sách "Sự thật, lời nói dối và sự tin tưởng trên Internet", các tác giả Monica Whilly và Adam Johnson cũng khẳng định mô hình siêu cá nhân hóa. Họ nói về sự hình thành các mối quan hệ siêu cá nhân hóa trên Internet là do sự thân thiết và gần gũi. Trong cuốn sách, họ tiến thêm một bước và nói về các vấn đề của sự thật, dối trá và tin tưởng vào các mối quan hệ này. Một số câu chuyện trong cuốn sách nói về sự ẩn danh của Internet, điều này cho phép sự tự do tiết lộ cao về bản thân trong các mối quan hệ, điều này  có thể dẫn đến lừa dối và sự giận dữ.[20]
- Trong một nghiên cứu có tiêu đề "Nhận thức về độ tin cậy trực tuyến: vai trò của thông tin văn bản và hình ảnh của Catalina L.Toma  xem xét vai trò của thông tin văn bản và thông tin hình ảnh trên hồ sơ cá nhân.[21] Kết quả là thông tin bằng văn bản thường gợi ra sự đáng tin cậy hơn trong quá trình duyệt hồ sơ và việc chèn thêm hình ảnh thì lại làm giảm sự tin cậy.
- Trong một nghiên cứu khác có tiêu đề "Những lời nói dối của chúng tôi và việc đó cho thấy gì về chúng tôi: Sử dụng các đặc điểm hành vi để giải thích hành động trên Facebook" tiếp tục chia nhỏ truyền thông thành người tham gia truyền thông (một đến hai người) và các đài truyền hình (từ một đến nhiều). Mô hình siêu cá nhân hóa của họ đã được khẳng định trong nhóm truyền thông mà có sự gắn kết nhóm cao.[22]
- Trong một nghiên cứu về "Kiểm tra "tài khoản không giống ngoài đời"  trong hồ sơ hẹn hò trực tuyến", mối quan hệ giữa sự thể hiện cá nhân trên trực tuyến, lừa dối và các mối quan hệ lãng mạn được kiểm tra bằng kỹ thuật xác thực chéo mới lạ. Nó tập trung vào sự tách biệt giữa việc thể hiện bản thân trực tuyến và bản thân được thể hiện ngoài đời, vì giao tiếp qua trung gian máy tính tạo ra cơ hội truyền thông siêu cá nhân về sự giả mạo trong hồ sơ hẹn hò trực tuyến giữa các giới tính.[23]

### Ứng dụng trong điều trị y tế
Jeanine Warisse Turner, Jean A. Grube và Jennifer Meyers đã thảo luận trong nghiên cứu của họ, với tiêu đề 'Phát triển một kết nối tối ưu trong cộng đồng trực tuyến: Khám phá các cộng đồng hỗ trợ thông qua CMC và hỗ trợ truyền thống', ứng dụng mô hình siêu cá nhân hóa trong bối cảnh điều trị ung thư. Họ phát hiện ra rằng:
1) CMC có thể đóng một vai trò quan trọng đáng kể cho bệnh nhân để tìm kiếm sự hỗ trợ, điều này đã xác nhận vai trò của mô hình siêu cá nhân hóa  trong bối cảnh giao tiếp của bệnh nhân;
2) Kinh nghiệm giao tiếp mặt đối mặt với đối tác sẽ tăng cường mối quan hệ cá nhân
3) Mối quan hệ trực diện sâu sắc có thể dẫn đến một cách giao tiếp gián tiếp vì các đối tác lo sợ mình sẽ thể vô tình xúc phạm người khác mặc dù họ vẫn muốn cung cấp sự hỗ trợ, trong khi giao tiếp CMC có thể tập trung vào một mục tiêu cụ thể.
Năm 2003, James D. Robinson và Jeanine Turner đã xuất bản một nghiên cứu có tiêu đề 'Hỗ trợ xã hội giữa cá nhân, giữa cá nhân với nhau, siêu cá nhân hóa: Ung thư và người lớn tuổi'. Nghiên cứu này tập trung vào hỗ trợ xã hội và hỗ trợ trong giao tiếp cho người già bị ung thư. Họ khám phá thực tế này từ việc có cùng quan điểm do Cutrona và Russell (1990) đưa ra, điều này chứng minh rằng "các tương tác hỗ trợ xã hội thành công... xảy ra khi sự hỗ trợ mà cá nhân mong muốn giống với các nỗ lực hỗ trợ xã hội của nhà cung cấp. "Trong bài viết này, các tác giả đã trích dẫn một số nghiên cứu trước đây để xác nhận rằng giao tiếp siêu cá nhân hóa là hữu ích cho những người già mắc bệnh ung thư đang tìm kiếm hỗ trợ xã hội.  In this article, the authors cited several previous studies to confirm that hyperpersonal communication is helpful for the olds with cancer illness in seeking social support.

### Ứng dụng trong nhóm / Hoạt động cộng đồng
- Mô hình siêu cá nhân hóa đặt ra rằng: do sự vắng mặt của các yếu tố trong giao tiếp trực tiếp, các đối tác sẽ hình thành các ấn tượng phóng đại về các thành viên khác trong nhóm. Pena, Walther và Hancock (2007) đã xem xét nhận thức về sự thống trị trong các nhóm cộng tác được sắp xếp so với các nhóm phân tán.[26] Kết quả chỉ ra rằng sự thống trị của thành viên ở nhóm cộng tác là ít hơn so với các nhóm phân tán. Nhưng dường như không có sự khác biệt trong nhận thức về sự thống trị giữa các thành viên nhóm cộng tác và thành viên nhóm phân phối. Điều này hỗ trợ khẳng định rằng môi trường CMC tăng cường phát triển sự ấn tượng, như được đề xuất bởi yếu tố mô hình siêu cá nhân hóa của việc tự trình bày có chọn lọc.
- Một nghiên cứu xem xét hành vi nhận thức của các nhà lãnh đạo được chỉ định so với các nhà lãnh đạo mới nổi trong các nhóm CMC đã phát hiện ra rằng "việc thống nhất các khuôn mẫu hành vi thông qua CMC siêu cá nhân hóa cho phép các nhà lãnh đạo mới nổi có sự công nhận cao hơn".[27]. Câu hỏi được đặt ra bởi các tác giả trong điều kiện này: có một người lãnh đạo nhóm được chỉ định hoặc một người lãnh đạo nhóm không được chỉ định, vậy có hay không một nhà lãnh đạo sẽ xuất hiện trong bối cảnh CMC. Họ suy đoán rằng các nhà lãnh đạo sẽ xuất hiện trong các nhóm CMC, theo đề xuất của mô hình  siêu cá nhân hóa, thông qua việc phát triển các hành vi trực tuyến.[27] Wickham và Walther nhận thấy rằng trong các nhóm CMC, có sự đồng thuận lớn hơn giữa các thành viên trong nhóm về người lãnh đạo khi họ nổi bật trong nhóm hơn là các nhà lãnh đạo được chỉ định vào nhóm.[27] Trong các nhóm lãnh đạo được chỉ định, các nhà lãnh đạo không được đánh giá là thông minh hơn các thành viên khác trong nhóm. Ngược lại, trong các nhóm lãnh đạo không được chỉ định, có một mối liên hệ mạnh mẽ giữa trí thông minh nhận thức và sự xuất hiện của nhà lãnh đạo.
- Trong một nghiên cứu khác của Anita L. Blanchard có tựa đề "Thử nghiệm ý thức của mô hình trong cộng đồng" nói về mức độ nổi bật của nhóm đối với một cộng đồng ảo, do đó, khẳng định lại các giả định mô hình siêu cá nhân hóa.[28]

### Ứng dụng trong vấn đề xã hội
- Andrew C. High và Scott E. Caplan (2008) tìm hiểu ứng dụng mô hình siêu cá nhân hóa trong bối cảnh giảm bớt lo lắng xã hội được gây ra do  "mong muốn tạo ấn tượng tích cực trong môi trường xã hội cùng với sự thiếu tự tin vào bản thân."[29] Kết quả chỉ ra rằng mối liên hệ của sự lo lắng xã hội và nhận thức của mọi người về sự lo lắng xã hội, và sự liên quan của sự lo lắng xã hội và sự hài lòng trong cuộc đối thoại của đối tác là tùy thuộc vào CMC.[29]

### Ứng dụng trong các công cụ truyền thông truyền thống
- Trong một nghiên cứu năm 2006 về "sự lịch sự của các yêu cầu được gửi qua email và thư thoại", Kirk Duthler xác định rằng các email được xếp hạng lịch sự hơn vì người dùng có nhiều thời gian hơn để soạn các yêu cầu của họ so với người dùng thư thoại. Nghiên cứu của Duthler hỗ trợ lý thuyết siêu cá nhân hóa. Ông nói: "Việc bỏ đi các tín hiệu phi ngôn ngữ có lợi cho các nhà truyền thông. Họ có thể thay đổi danh tính của họ một cách có chiến lược, có thời gian để suy nghĩ tin nhắn và lên kế hoạch, tổ chức và chỉnh sửa thông tin liên lạc của họ để theo đuổi các mục tiêu quan hệ, đàm phán, phát triển mối quan hệ và các nhiệm vụ xã hội."[30]

Trong luận án "Tin nhắn văn bản: cách mới để tiết lộ bản thân" vào năm 2010, Steven Brunner đã nghiên cứu kỹ lưỡng việc nhắn tin văn bản như một thiết bị tăng cường quan hệ, được phát triển từ quan điểm của lý thuyết siêu cá nhân hóa, lý thuyết thâm nhập xã hội và các vấn đề khác.

### MARKETING
Con đường phát triển của tiếp thị đã đi "từ tập hợp cộng động lớn và rộng đến các cá nhân và siêu cá nhân". Sự tương tác giữa khách hàng và quy trình kinh doanh trong cuộc trò chuyện vi mô thông qua trải nghiệm siêu cá nhân hóa để nhắm đến khách hàng mực tiêu.

## Phản biện
Joyce Lamerichs và Hedwig F.M. Te Molder từ khoa Khoa Học Truyền thông tại trường đại học Wageningen University và trung tâm nghiên cứu đánh giá các cách thức truyền thông qua trung gian máy tính (CMC) cho đến nay đã được khái niệm hóa, đề xuất một phương pháp thay thế. Họ cho rằng các quan điểm truyền thống đã bỏ qua sự hiểu biết hàng ngày của người tham gia về sử dụng phương tiện và đặc điểm truyền thông bằng cách dựa vào khuôn khổ cá nhân và nhận thức. Mô hình nhận dạng xã hội của hiệu ứng hủy bỏ (SIDE model) coi nhẹ việc xây dựng danh tính trong các hoạt động giao tiếp hàng ngày như nói chuyện, văn bản và email. Để hiểu điều này, họ đã cố gắng nghiên cứu lại tương tác trực tuyến và đặc biệt nghiên cứu một diễn đàn trực tuyến về trầm cảm. Nó cho thấy rằng danh tính của người tham gia không phản ánh quá nhiều thế giới bên trong của họ mà phản ánh được diễn ngôn theo cách riêng của họ.
Trong một nghiên cứu khác của Sonja Utz có tiêu đề "Xử lý thông tin xã hội trong MUDS: Sự phát triển tình bạn trong thế giới ảo" đã thực hiện một nghiên cứu thực tế kiểm tra tình bạn trong thế giới ảo. Nghiên cứu này cho thấy mức độ hoài nghi cao ở những người tham gia khi đến với CMC. Lý thuyết này đã sử dụng lý thuyết xử lý thông tin xã hội.

## Lý thuyết liên quan

### Lý thuyết giàu truyền thông của Daft và Lengel
Trước tiên, lý thuyết làm giàu truyền thông của Daft và Lengel bắt đầu trong bối cảnh các tổ chức đánh giá kênh truyền thông nội bộ. Lý thuyết mô tả việc có một tập hợp các kênh truyền thông có tổ chức với mục tiêu cụ thể, cho phép các nhà nghiên cứu xác định khả năng của thông tin phong phú. Theo Daft và Lengel,  họ tin rằng các kênh liên lạc như email và điện thoại thu hồi các khả năng cần thiết để truyền tải thông điệp sử dụng thông tin phong phú.

### Lý thuyết tự nhiên và mở rộng kênh của Kock
Ned Kock, là nhà nghiên cứu về lý thuyết mở rộng kênh và truyền thông tự nhiên (CET). Năm 2004, Kock ban đầu lập luận rằng con người không được trang bị để đối phó với CMC khi so sánh với các hình thức giao tiếp "phong phú" hơn như tương tác FtF. Ông lý luận điều này bằng cách tuyên bố rằng mọi người đã phát triển trong giao tiếp FtF và không có thời gian để phát triển thành những người giao tiếp CMC đầy đủ như nhau. Lý thuyết mở rộng kênh  thách thức quan điểm của Kock về những thay đổi tiến hóa. CET minh họa cách một người có thể phát triển những nhận thức nhất định về một kênh truyền thông mới. Ngược lại, vào năm 2011, Kock xem xét lại vấn đề "Tự nhiên Truyền thông" theo lý thuyết "Mở rộng Kênh" và đến lượt mình, lập luận rằng "Truyền thông Tự nhiên và CET" có thể cùng tồn tại. Kock cuối cùng kết luận rằng các tương tác CMC có thể đạt được "hiệu ứng tích cực" khi so sánh với tương tác FtF tương đương, trong trường hợp học từ xa.

### Mô hình SIDE
Mô hình SIDE là một sự phát triển gần đây của lý thuyết khử phân tách, đề cập đến mô hình nhận dạng / phân tách xã hội. Nó chứng minh rằng đó là do danh tính nhóm tăng lên, thay vì nhận dạng cá nhân bị mất, dẫn đến những thay đổi xảy ra của người dùng CMC. Mô hình SIDE dự đoán rằng trong CMC, ý thức về bản thân giảm dần, trong khi ý nghĩa của nhóm tăng lên. Mô hình SIDE được phân biệt với lý thuyết phân tách cổ điển, tập trung vào ý thức của bản thân hơn là ý thức về bản sắc nhóm.

### Quản lý ấn tượng
Trong tác phẩm có tiêu đề 'Trình bày về bản thân trong cuộc sống hàng ngày' (1959), Goffman đã chứng minh rằng trong giao tiếp FtF, mọi người sử dụng ngôn ngữ bằng lời nói và phi ngôn ngữ để trình bày một cách thích hợp và có lợi cho người khác vì họ quan tâm đến hình ảnh hoặc ấn tượng mà họ để lại cho người khác và nhận thức của người khác đối với họ. Hiện tượng này được gọi là "Quản lý ấn tượng". Mặc dù trong CMC dựa trên văn bản, việc sửa đổi hiển thị bị giới hạn ở "thông tin về ngôn ngữ, kiểu chữ và thời gian." 

### Tự hủy bỏ
Tự hủy bỏ là một lý thuyết tâm lý học xã hội thường được coi là sự mất nhận thức về bản thân trong các nhóm, mặc dù đây là vấn đề tranh chấp.

### Giao tiếp giữa các cá nhân
Giao tiếp giữa các cá nhân là một quá trình trao đổi thông tin giữa hai hoặc nhiều người. Nghiên cứu này thường đóng góp bởi sáu loại câu hỏi:
1) Cách con người điều chỉnh giao tiếp có lời nói và giao tiếp phi ngôn ngữ trong quá trình giao tiếp mặt đối mặt; 2) Quá trình sản xuất thông điệp.; 3) Cách mà những điều không chắc chắn ảnh hưởng đến chiến lược quản lý thông tin và hành vi của chúng ta; 4) Giao tiếp nhằm mục đích lừa đảo; 5) Phép biện chứng quan hệ; 6) Tương tác xã hội qua công nghệ.

### Lý thuyết thiên về truyền thông
Lý thuyết thiên về phương tiện truyền thông, đôi khi còn được gọi là lý thuyết thiên về thông tin / tàu điện ngầm, được Richard L. Daft và Robert H. Lengel giới thiệu vào năm 1986 như là một phần mở rộng của lý thuyết xử lý thông tin. Đó là một khung làm việc nhằm mục đích mô tả khả năng của một phương tiện truyền thông trong việc tái tạo thông tin được gửi qua nó.

### Giao tiếp phi ngôn ngữ
Giao tiếp phi ngôn ngữ là quá trình gửi và nhận thông tin trong giao tiếp dưới dạng tín hiệu không lời.

### Lý thuyết lịch sự
Lý thuyết lịch sự giải thích việc khắc phục các cuộc đối đầu bằng các hành vi đe dọa trực diện đối trước "mặt" của một người. Khái niệm "mặt" này ban đầu được tạo ra từ tiếng Trung Quốc và sau đó đưa vào tiếng Anh vào thế kỷ 19.

### Lý thuyết xử lý thông tin xã hội
Còn được gọi là SIP, lý thuyết xử lý thông tin xã hội là một lý thuyết của truyền thông giữa các cá nhân và nghiên cứu này được phát triển bởi Joseph Walther vào năm 1992.